# 294 Felicia
Felicia (asteroide 294) é um asteroide da cintura principal com um diâmetro de 52,97 quilómetros, a 2,3825492 UA. Possui uma excentricidade de 0,2427842 e um período orbital de 2 038,58 dias (5,58 anos).
Felicia tem uma velocidade orbital média de 16,79119585 km/s e uma inclinação de 6,29012º.
Esse asteroide foi descoberto em 15 de Julho de 1890 por Auguste Charlois.